# 282P/2003 BM80
282P/2003 BM80 är en komet och en asteroid i det yttre av asteroidbältet. Den upptäcktes och registrerades som en asteroid i samband med sin upptäckt i januari 2003 av Lowell Observatory Near-Earth-Object Search vid Anderson Mesa Station. I april 2012 hade den uppfyllt kriterierna för att bli en numrerad småplanet och fick serienummer 323137. Efter detta observerade man kometaktivitet och asteroiden blev då också registrerad som numrerad periodisk komet som nummer 282P. Kometer brukar bli namngivna efter sina upptäckare, men objekt som registrerats som småplanet vid sin upptäckt brukar få behålla sin småplanetbeteckning tills IAU gett den ett officiellt namn. I februari 2015 hade himlakroppen fortfarande inte fått ett officiellt kometnamn.

## Omloppsbana
282P/2003 BM80 har sin omloppsbana i det yttre av asteroidbältet. Nära passager med planeten Jupiter kan påverka omloppsbanan. 1941 var avståndet till Jupiter mindre än 0,5 Astronomisk enhet och kommer att vara det igen år 2154.